# 香港租務管制
香港過去曾在不同時段實行不同形式的租務管制（包括租金管制及居住權保障），港英政府曾於1921年至1926年期間，實施《1921年租務條例》以遏止租金升幅及保障租客的租住權。乃至於1945年起推行的《業主與租客條例》，也對租金升幅作出限制，更於1947年亦成立租務審裁處處理租務糾紛。有關的管制措施是由當時的華民政務司署（即現在的民政事務總署）轄下的租務調查處負責執行；直至 1974 年，改為由差餉物業估價署（差估署）負責。時最後於1973年起為住宅租客提供租住權保障。
及至主權移交後，租金管制及租住權保障分別於1998年及2004年被取消。在有關管制取消之前，批准租金被限制於市值租金的九成之內，而每兩年一次的加租幅度亦不得超過三成，此外若租客願意繳交市值租金，業主必須同意續租。可是在有關管制取消之後，業主可以隨意大幅加租，同時又有權在租約期滿後收回物業，換言之租戶的權益遭到大幅削減。
社會上一直有意見認為政府應再度實施租務管制，以期為分間單位（俗稱「劏房」）租客的權益提供更佳保障。2020年4月16日，運輸及房屋局成立「劏房」租務管制研究工作小組，就「劏房」租務管制的可行性及可行方案進行研究。工作小組於2021年3月31日向政府提交報告，原則上認為政府應對劏房實施適當的租務管制，以保障劏房租客的權益，並建議透過立法方式制訂劏房租務管制措施。政府隨後向立法會提交《2021年業主與租客（綜合）（修訂）條例草案》以供審議，條例草案於10月20日在立法會三讀通過。條例的主要規定包括：
- 分間單位租賃的規管周期，須由該分間單位的連續2項規管租賃所組成，每項規管租賃的租期為2年；
- 分間單位首期租賃的租客，就該分間單位有權獲授予有關規管周期中的次期租賃，從而享有4年的租住權保障；
- 在規管租賃的租期內，租金不得上調；
- 規管周期中次期租賃的租金加幅，不得高於差餉物業估價署就所有類別私人住宅物業編製和公布的全港性租金指數在相關期間的百分率變動，上限為10%；
- 規管租賃的業主，向租客濫收雜費或指明公用設施及服務（包括水、電）收費的付還，即屬犯罪；及
- 業主須在規管租賃的租期開始後60日內，向差餉物業估價署提交租賃通知書（表格AR2）；如沒有合理辯解而未有遵從有關規定，即屬犯罪。

《2021年業主與租客（綜合）（修訂）條例》納入為《業主與租客（綜合）條例》（第7章）第IVA部，並於2022年1月22日開始生效。差餉物業估價署負責條例的執行工作；協助公眾認識新條例的規管制度；處理查詢；就租務事宜提供免費諮詢和調解服務；以及採取適當的執法行動等。政府已委託非政府機構設立6支區域服務隊，協助差餉物業估價署在地區層面推廣新法例，提高公眾對新規管制度的認識和處理一般查詢等。政府亦委託一間非政府機構，設立及管理「劏房」租務管制資訊平台 (網址: www.sdu-info.org.hk （页面存档备份，存于）)，以分享分間單位租務管制的資訊作宣傳及教育用途。

## 背景
清末民初，中國局勢一直動蕩不安，使大量難民湧入香港。人口極速膨脹，住屋問題逐漸浮出水面。港英政府為保障中國難民和香港居民的住屋利益，在 1921 年至 1926 年、 1938 年至 1941 年香港淪陷、 1945 年至1998年及1952年至2004年多次推出租金管制及居住權保障。
由於社會上有關業主不合理加租或租客經常被業主逼遷的投訴此起彼落，而這些投訴大部分來自居於分間樓宇單位的租客和代表基層利益的關注團體，2010年代有部分人士建議重新推出某種形式的租務管制，以保障基層租客的權益。

## 歷史

### 1921年至二戰前
清末民初，中國局勢一直動蕩不安，使不少人逃難來香港。鑑於大量人口增長急速與和房屋供應增長緩慢，港英政府於 1921 年實施了首項租務管制措施，目標在於保障租客免受無理加租和任意終止租約的影響。當時的《1921 年租務條例》規定住宅處所的租金應凍結在 1920 年 12 月 31 日的水平，而只要租客遵守租約條款，業主便不能逼遷租客。
《1921 年租務條例》原訂於 1922 年 6 月 30 日失效，及後被延至 1926 年 6 月 30 日。而由於經濟環境轉差，空置率上升，因此港英政府認為有關管制已非必要，故容許《1921 年租務條例》自動失效。
直至 1938 年二戰，港英政府為應付另一輪來自中國大陸的難民潮，故訂立《1938年防止迫遷條例》，以限制業主收回其物業。

### 1945 年至 1970 年

#### 戰前樓宇
1945 年 8 月，二次世界大戰結束後，港英政府恢復管治。由於香港的人口再次急劇增加，而且不少樓宇已因戰爭被毀，因此當時的香港臨時軍政府分別於 1945 年 10 月和 1946 年 3 月以「統治公告」的形式，限制戰前樓宇的租金須定於 1941 年 12 月 25 日的水平，並稱為「標準租金」
。這些「統治公告」其後再被整合成《1947 年業主與租客條例》，簡稱為《1947 條例》。《1947 條例》為住宅樓宇及商業樓宇引入不同的安排，並容許業主以翻新樓宇為目的而增加租金，但有關加租幅度不可超越投資金額的某個百分比。同時，《1947 條例》為現有租客提供租住權保障，下列情況除外:
- 業主收回單位自住；
- 重建；
- 租客欠租或違反租約；以及
- 經業主和租客雙方同意等

《1947 條例》成立租務審裁處處理租務糾紛。有關的管制措施是由當時的華民政務司署（即現在的民政事務總署）轄下的租務調查處負責執行。直至 1974 年起，改為由差餉物業估價署負責。
及至1952年，一個專責委員會就《1947 條例》進行檢討。該條例在 1953 年和 1955 年被進一步修訂如下：
1. 豁免租賃期長於五年的商業樓宇的租金管制；
2. 受重建逼遷的租客可從業主獲得由租務審裁處核准的賠償金額；以及
3. 授權租務審裁處，於其認為「標準租金」大幅度低於當時的市值時可調高「標準租金」的金額等事宜

其後，政府不時以「標準租金」的某百分比，來釐定可容許的租金升幅。一般來說，商業樓宇租金水平的許可增長速度較快。由 1947 至 1976 年，戰前住宅樓宇的最高租金增幅為 55%，而就戰前非住宅樓宇而言，增幅累計為 150%。

#### 戰後樓宇

##### 租住權保障
1952 年訂立的《1952 年租約（延長期限）條例》，簡稱《1952 條例》，目的是禁止戰後住宅樓宇的業主於租客入住後三年內驅逐租客，並訂明應付租金為雙方協議的水平。《1952 條例》主要適用於那些已繳付「匙金」（頂手費）或建築費以獲得租約，並遵守普通法內所隱含的責任的租客。《1952 條例》主要針對當時以每月續租形式執行的口頭租約的普遍情況。該條例亦容許業主透過三個月的書面通知以增加租金。在 1963 年，相關的租賃保障期限獲延長至五年。
而為應付 1960 年代初租金水平急升的情況，立法局在 1962 年 4 月通過《租約（終止通知）條例》，簡稱《1962 條例》。該條例適用於其餘的戰後樓宇的租賃（包括以書面訂立的住宅樓宇租賃；沒有繳付「匙金」或建築費的口頭租賃；和非住宅樓宇的租賃）。《1962 條例》要求業主在終止住宅和非住宅樓宇的租賃時，須給予為期六個月的通知期。但《1962 條例》並不適用於戰前物業，亦非旨在干預租賃雙方在對方違反租約時其所能享有的一般權益和賠償。

##### 租金管制
當立法局審議《1962 條例》時，政府承諾將研究採取進一步措施，應付當時由人口增長和房屋供應短缺所引致的租金上升。其後，政府公布將透過以下方式對戰後住宅樓宇實行租務管制：
1. 有關管制只控制租金的上升幅度，而非租金水平；
2. 該管制措施只適用於現有的定期租賃和租期少於三年的固定期租賃；
3. 該機制為受管制租賃提供為期兩年的租住權保障；以及
4. 該機制將自動失效。

《1963 年加租(住宅樓宇)管制條例》，簡稱《1963 條例》於 1963 年3 月 29 日獲得通過，以限制租金的升幅為每兩年 10%，及由 1963 年7 月 1 日開始，為適用於《1962 條例》的租賃提供為期兩年的租住權保障。《1963 條例》亦授權差餉物業估價署署長釐定一個「適合的加租率」，以兩年 10%為上限。如個別業主希望提出更高的加租幅度，他須先向署長申明理由，再向地方法院提出申請。《1963 條例》亦成立了一個「加租諮詢委員會」，以提供一個針對署長決定的覆核渠道。同時，《1963 條例》容許業主申請收回物業，以作重建或供近親居住之用。
《1963 條例》原定於 1965 年 6 月 30 日自動失效，但由於當時租金水平仍然高企，該條例的適用期限獲延長一年。其後，因應房屋供求情況得到改善和租務管制被認為會窒礙新落成私人住宅單位的供應，政府決定該項管制應於 1966 年 6 月 30 日失效。
1967 年因六七暴動帶來的經濟影響，引致市場供應於 1960 年代末急劇減少時，在 1970 年便出現不少聲音要求推出租務管制。因此，《1970 年住宅樓宇加租（管制）條例》，簡稱《1970 條例》獲得通過，以限制住宅樓宇的最高加租幅度為每兩年 15%。然而，下列的住宅樓宇則不受規管：
- 於《1970 條例》生效後訂立的租賃；
- 1970 年 6 月以後新建成樓宇的租賃；
- 截至 1970 年 3 月 5 日的應課差餉租值[14]為港幣 15,000 元以上樓宇的租賃

政府同時重申，由於當時平頂工廠的空置率較高，故無意在《1962條例》提供的六個月通知期以外對非住宅樓宇租賃（如商舖和平頂工廠）施加進一步的管制。此外，政府認為在非住宅市場實施租務管制，會變相補貼了個別產業，進一步偏離自由市場經濟的原則。

### 1970 年至1973 年
在 1970 年代初，政府認為應制定機制，使受管制的租金水平逐步上升至與市值看齊，以避免當有關管制失效時，租金水平會急劇上升。基於上述原因，政府於 1973 年調整其租務政策。首先，政府於 1973年 5 月把一系列有關業主與租客事宜的法例整合成現時的《業主與租客（綜合）條例》（第 7 章），簡稱《條例》，把適用於戰前住宅樓宇和戰後住宅樓宇的租務管制措施，分別納入為《條例》第 I 部和第 II 部。同時，《1973 年住宅樓宇租住權保障和租金凍結條例》亦獲通過，暫時凍結租金六個月，並為所有當時不被納入租務管制法例下的戰後住宅樓宇提供六個月的租務管制#租住權保障，直至立法局制訂較長期的管制措施為止。
1973 年 10 月，政府對《條例》提出兩次修訂（《1973 年條例》）。修訂旨在：
1. 解除限制，讓戰前樓宇的業主和租客可選擇免受租金管制規管；
2. 把《條例》第 II 部的租務管制適用於所有的戰後住宅樓宇的租賃（不論該物業的應課差餉租值為何），並取代《1970 條例》下的管制；
3. 就住宅樓宇租賃而言，制訂一個因數為“五”的「因數租金計算法」（即最高加租幅度為受管制租金和經估價署評估的公平市值差額的 1/5）；
4. 就應課差餉租值不高於$30,000 元的住宅樓宇租賃而言，其最高加租幅度限制至每兩年 21%；
5. 現存樓宇新訂租賃的租金不得高於由差餉物業估價署署長釐定的「公平市值租金」，而額外的欠租不得循法律途徑追討；
6. 新建樓宇的租賃將獲豁免租金管制三年，以免窒礙新發展；
7. 在提供租住權保障的同時，容許業主在某些特定情況（如租客欠租和業主收回自住等）下申請收回物業；及
8. 整套計劃應於 1976 年 11 月 30 日凌晨失效。

### 1974 年至 1978 年
當 1973 年制訂的租務管制措施實行一年後，的《業主與租客（綜合）條例》在 1975 和 1976 年間曾進行數次修訂，以：
- 容許業主以加租的方式，把繳付差餉（按有關物業的市值租金）的責任轉嫁到租客（包括分租客）；
- 在 1977 年 1 月 1 日前分兩階段把戰前住宅樓宇和非住宅樓宇的最高租金分別調升至「標準租金」的 155% 和 350%；
- 把第 II 部分的管制期限延長至 1979 年 12 月 14 日，以及把加租因數由“五”調低至“四”，以加快受管制租金增加的速度；
- 撤銷下列戰後住宅樓宇的租金管制，但六個月通知期仍然適用：
  - 於 1975 年 12 月 31 日後訂立，為期三年或以上的租賃；和
  - 以機構／政府名義持有的租賃；以及
- 容許業主以加租補償其保養有關物業的支出，但有關開支不少於港幣 5,000 元，而加租幅度亦不得高於有關開支的 20%

港英政府為回應地產業界指經常改變租務管制內容不利私人住宅的發展，而他們亦正面對 1973 年股災帶來的種種困難，政府於 1975 年 7 月 16 日的立法局會議上承諾在 1977 年底前落成的樓宇將在建成後五年內不受租金管制規管。這個承諾其後獲擴展至在 1978 年 1 月 1 日至 1978
年 12 月 31 日期間建成的樓宇。另外，政府在 1977 年 11 月進一步修訂第 II 部分的管制內容，將加租因數由“四”下調至“三”。
整套租務管制於 1978 年再進行檢討。政府決定：
1. 戰前非住宅樓宇的租金管制應於 1984 年 7 月 1 日前全面撤銷；
2. 以「標準租金」的某個倍數（稱為「標準租金倍率」）（而非百分比）釐定戰前樓宇的租金上限，以加快有關租金的上升速度；
3. 業主和租客可以直接向署長申請免受租金管制規管，毋須經過司法程序；
4. 就戰後住宅樓宇而言，當時適用的管制應再延長兩年，而加租因數由“三”降低至“二”

雖然有關的賦權法案於 1979 年 6 月 6 日獲得通過，但部分立法局議員表示對當時不受管制的住宅租賃（即豪華住宅租賃和機構租賃）租金急升的情況十分關注。政府當時重申租務管制的目的只為現有租客提供暫時舒緩，不能夠根本地解決房屋問題。

### 1980年代
自1979年內地移民、社會平均家庭收入上升、私人市場投機活動帶動租金升幅，為此前立法局通過《1980年業主與租客（綜合）（修訂）條例》（《1980年修訂條例》）：
- 「因數租金計算法」和租住權保障延伸至符合以下要求的的戰後住宅租賃：
  - 《1973 年條例》制定後入伙的樓宇；
  - 租賃於1975 年 12 月 31 日後訂立而租期超過三年；
  - 租賃由機構／政府持有
- 以下情況容許業主向法院申請收回受管制物業：
  - 業主供本人或其家人自住
  - 有關物業被用作非法用途
  - 有關租戶欠租
- 訂定罰則禁止除法院同意外，一律有關法院頒發有權命令以供其本人／家人自住或供重建用途的有關單位於2年內轉租或轉讓
- 根據《1973 年條例》，所有戰後住宅樓宇2年內加租幅度不可超過21%
- 所有住宅和非住宅樓宇的6個月通知期延長至 12 個月
- 戰後住宅樓宇的管制措施的有效期至 1981 年 12 月 18 日

《1980 年修訂條例》把《條例》第 I 部下的戰前住宅和非住宅樓宇的准許租金分別增加至「標準租金」的6倍和12倍；而於《1980 年修訂條例》獲得通過後，1980 年 3 月成 立了業主與租客（綜合）條例檢討委員會（1981 年檢討委員會），以對《條例》進行檢討；同時就房屋的需求、興建新房屋速度、保養現有房屋的需要和整體社會利益等因素，就租務管制法例提出建議：
- 由於研究報告未有充足證據顯示租賃市場存在任何根本和長期的缺陷，但礙於出租金管制的負面影響，建議政府只就以下情況推行租金管制：
  - 市場租金迅速增加，而其增速將影響公眾利益；
  - 長短期內出租樓宇的供應不會產生不良影響
- 情況許可下政府應加快除消租金管制，例如：
  - 取消「因數租金計算法」；
  - 每2年調整一次的加租幅度上限需逐步增加；
  - 全面訂定「最低租金」水平以針對租金顯著低於市值的單位，並需要逐步提高；
  - 當受管制租金的水平達到公平市值租金的 85% 時，考慮取消租金管制
- 下列情況的租賃建議豁免租金管制：
  - 新建成樓宇租賃；
  - 豪華住宅；
  - 租期不少於五年的定期租賃；
  - 機構租賃
- 保障住戶權益以免業主對租客提出不合理的要求：
  - 建議在租客願意繳付市值租金的前提下，設立涵蓋所有住宅樓宇租賃的租住權保障機制，即是租客在續訂租賃時可要求法院介入，以釐定「公平市值租金」的水平
- 為保障業主權益，以下情況容許業主於以下情況收回物業：
  - 業主收回物業重建；
  - 業主收回物業自住，或供其直系家屬居住；
  - 租戶欠交租金，及／或違反租約；
  - 租客行徑對業主或同屋住客造成持續滋擾，經業主書面警告後仍沒有改善；
  - 未經業主同意下，租客擅自將樓宇全部或部分分租；
  - 租客把樓宇用作非法／不道德用途
- 終止租約通知期：
  - 減少至六個月；
  - 因重建而被迫遷的租客可向業主追討法定賠償；
  - 暫緩執行管有權命令時限由3個月延長6個月

政府於於1981至1988 年間透過一 系列的法律修訂落實有關1981年檢討委員會的絕大部分建議，當中與建議有關的租住權保障機制條文則於1981年被納入為《條例》第 IV 部；並就戰前樓宇的租金管制制度作每年檢討：
- 由1984 年 7 月 1 日起，撤銷戰前非住宅物業的租金管制，有關樓宇只受《條例》第 V 部的規管：須提供六個月終止租約通知期；
- 把戰前住宅物業的標準租金倍率逐年調升至1992 年的 55 倍

### 2021年
2021年7月6日，香港政府將《2021年業主與租客（綜合）（修訂）條例草案》提交香港立法會審議。內容包括強制規定業主與租客簽訂書面租賃協議、為租客提供四年的租住權保障，以及續租時租金加幅須須參照差餉物業估價署所有類別私人住宅物業租金指數的變動，並以15%為上限。
10月20日，立法會以37票贊成、2票棄權，三讀通過劏房租務管制的條例草案，強制規定劏房業主及租客簽訂租約，為租客提供「2+2」共四年租住權保障，並禁止業主向租客濫收水電費。政府提出將續租租金加幅上限收緊至10%等修正案亦獲通過。民建聯、工聯會、經民聯等都支持修例。工聯會的麥美娟認為要真正幫助劏房居民，必須加快興建公營房屋。民建聯主席李慧琼指出，應訂立政策及目標，達致「告別劏房」。實政圓桌的田北辰不滿政府未有規管起始租金，劏房業主將可自由訂價，加上政府會為輪候公屋的合資格人士提供津貼，形容業主將「開心死」。運輸及房屋局局長陳帆指，政府未掌握劏房市場租金數據就要制訂客觀、公平和合理的機制去決定起始租金，並不可行。陳帆又形容通過草案只是第一步，預料新法例2022年1月下旬實施，政府會適時檢討成效，有需要時考慮進一步措施。

### 2022年
實施分間單位租務管制的《業主與租客（綜合）條例》第IVA部已於2022年1月22日開始生效。差餉物業估價署負責條例的執行工作。政府已委託非政府機構設立6支區域服務隊，協助差餉物業估價署在地區層面推廣新法例，提高公眾對新規管制度的認識和處理一般查詢等。政府亦委託一間非政府機構，設立及管理「劏房」租務管制資訊平台 (網址: www.sdu-info.org.hk （页面存档备份，存于）)，以分享分間單位租務管制的資訊作宣傳及教育用途。

## 實際措施
租務管制主要以租金管制和租住權管制兩種形式實行。

### 租金管制
主要分為租金水平的管制和對租金加幅的管制。

### 租住權保障
租住權保障主要是限制業主，除了在訂明的情況如欠租下，均不能遷走租客。而租住權保障通常是實施加租管制的先決條件，原因是如欠缺租住權保障，業主將可藉不斷逼遷現有租客和訂立新租約獲取更多租金，從而規避租金管制。